# Tsundere
Tsundere (ツンデレ?) es un término japonés utilizado para describir a una persona cuyo comportamiento inicial es frío, reservado e incluso hostil, pero que gradualmente se transforma en alguien cálido, sensible y amigable. 

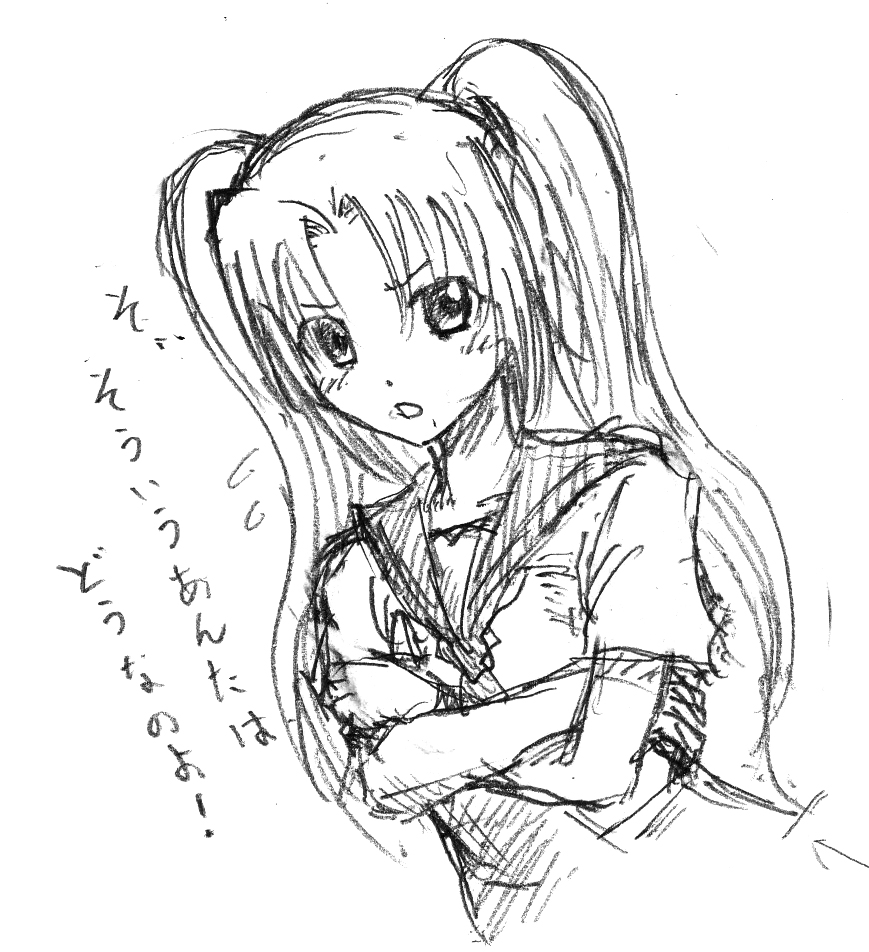
Representación de un personaje tsundere.

La palabra es una derivación de los términos "tsun tsun" (ツンツン?), que significa «apartarse con disgusto», y "dere dere" (デレデレ?), que significa «volverse cariñoso». Esta personalidad apareció en videojuegos japoneses de género bishōjo y yaoi, siendo reconocida también en otras multimedias, tales como los maid cafes, anime, manga, novelas e incluso propagándose hasta multimedias masivas. El término se hizo popular en la novela visual Kimi ga Nozomu Eien.

## Terminología
El mangaka Ken Akamatsu considera tsundere como parte esencial de los personajes moe; "la persona que sienta, el odio o el cariño, debe ser más fuerte física o psicológicamente: El personaje “moe” puede ser o débil y dependiente (como un niño) o puede encontrarse en una situación imposible de oponerse (como una sirvienta)… (*solo para tsundere: Habrá ocasiones en las que el papel de débil o fuerte sean reversibles )" El concepto ha recibido creciente atención en Japón, con la apertura de un café de temática tsundere en Akihabara y productos del mismo tema fueron lanzados. En un segmento del anime Lucky☆Star el concepto "tsundere" fue parte de una discusión en internet sobre su significado y su origen, presentando en el anime una clasificación entre personajes de acuerdo a qué tanto encajan con el perfil de personaje tsundere. Otra definición de “tsundere” puede hacer referencia una chica o chico con una actitud agresiva hacia otros, pero siendo igualmente amable en el interior. Normalmente muestra una actitud generalmente hostil hacia el personaje principal, criticándolo por cualquier cosa, pero mientras la trama avanza, eventualmente se abrirá sentimentalmente o se enamorará, aunque le costará trabajo admitirlo directamente e incluso lo negará. 
El organizador de Comiket, Koichi Ichikawa ha descrito a Lum Invader, de Urusei Yatsura como un personaje tipo moe, y también la primera tsundere; el escultor de figuras Bome, también ha citado a Lum como una inspiración para sus diseños El crítico de manga Jason Thompson nombró a Madoka Ayukawa de la serie de los 80 Kimagure Orange Road como la primera personaje con el arquetipo propio de una tsundere. Otros mangas y animes protagonizados por una tsundere incluyen Neon Genesis Evangelion, Love Hina, Fate/stay night y Bakemonogatari, entre otros muchos. Algunos seiyūs, como Rie Kugimiya, se especializan en darle voz a personajes “tsundere” como a Shana de Shakugan no Shana y, como con el personaje de Taiga Aisaka en Toradora!. En el volumen 15 del manga de Excel Saga, Koshi Rikdo define “tsundere” como “duro por fuera, pero suave en el interior” y lo asocia con el personaje Misaki Matsuya.
Sin embargo, la personalidad tsundere no es exclusiva de las mujeres, hay una significativa cantidad de varones tsunderes, caracterizados por un lenguaje sumamente agresivo y un orgullo enorme, siendo Vegeta de Dragon Ball, InuYasha y Ranma Saotome creados por la mangaka Rumiko Takahashi, y Syaoran Li, coprotagonista de la serie Cardcaptor Sakura y Bakugou Katsuki creado por el mangaka Kōhei Horikoshi de los ejemplos más reconocidos.
También hay tsunderes en los videojuegos, un ejemplo es el de un personaje de Sonic the Hedgehog. Blaze the Cat, ella es fría y orgullosa y puede llegar a ser muy peligrosa cuando se enoja, pero en el fondo es amable y bondadosa. La personificación tsundere se ha vuelto una temática común en los maid cafés.
Otro buen ejemplo de tsunderes en los videojuegos es GLaDOS, antagonista de los videojuegos Portal, ella es una inteligencia artificial que en el primer juego y parte del segundo es una psicópata que odia y trata de matar a la protagonista, para después ellas se alíen para derrotar a un enemigo común, y al final GLaDOS salve a la protagonista y la deje ir, demostrando que no es tan mala después de todo.
Y en los últimos años, algunos webcómic no japoneses adoptaron personajes con estas características. Un ejemplo es Sophie, de la serie Living with Hipstergirl and Gamergirl, creada por el artista colombiano JagoDibuja.

## Características
El término "tsundere" se extendió al punto de ser uno de los más populares entre los aficionados al manga y al anime. Si bien para definir este tipo de personalidad lo correcto sería "tsundereko", es aplicable a personajes (principalmente femeninos pero no necesariamente) con una actitud fría, agresiva, antisocial, en ocasiones violenta, probablemente sexista que presenta ante los demás una postura algo autoritaria.
Los tsunderes, en general, fingen no estar atraídos de forma romántica hacia otras personas, pero de todos modos siguen haciendo buenos actos para ellas. En resumen, son personajes que no son honestos consigo mismos o les da vergüenza admitir su amor. 
Dependiendo del desarrollo del personaje femenino, es común que exista una probable relación cercana con las de su género (ej. Misaki Ayuzawa la cual mantenía una cordial relación con las mujeres) aunque no necesariamente siempre es así. Muchas veces la actitud antisocial y gélida es llevada al punto de no relacionarse con nadie fuera de un limitado círculo, siendo inclusive temida u odiada fuera de él. Siendo cualquiera el caso, el problema de las Tsundere es notorio en sus relaciones con el género masculino, al punto de potenciar, en presencia de este, sus actitudes defensivas.
La fama y los admiradores que alcanzó el término se debe a la doble personalidad que tienen los personajes, o más bien, la oculta personalidad. A la vez que lo bueno y malo de nuestra conducta no es más que un simple y claro reflejo de las experiencias que vivimos durante la niñez, la relación con los padres y la familia es esencial e indispensable para establecer bases racionales y adecuadas de interacción social. En el caso de este tipo de personalidad, el conflicto se produce por la relación paterna, claramente; se basa en la creencia de que el modelo de interacción que tengan las mujeres con su padre será el que definirá sus relaciones con los hombres a futuro. El comportamiento de este personajes con esta personalidad se produciría por el miedo a relacionarse, ya que tienen esta firme creencia de que serán utilizadas y abandonadas. 
El antónimo del término "tsundere" es "yandere", ya que mientras esta última muestra una personalidad amorosa, tímida y gentil, que se vuelve enferma y psicópata, las Tsundere tienden a ocultar sus verdaderas emociones y sentimientos bajo un escudo de violencia y lejanía emocional para evitar ser heridas.
En los manga-anime shōjo es habitual ver las actitudes defensivas que pueden tomar estos personajes frente a la persona que genera sentimientos de romance o amor, aplicándose todo tipo de técnicas (golpes, miradas agresivas, tendencia a criticar todo lo dicho y hecho por dicha persona,etc.) con el fin de alejar toda posibilidad de un acercamiento. Así es que siendo incomprendidos, solitarios, incapaces de decir lo que realmente quieren expresar, aguardan inconscientemente a que alguien soporte lo peor de su carácter para poder mostrar su verdadera identidad, que no tiene nada que ver con la imagen que da a los demás: en realidad se trata de un ser tímido, vulnerable, lleno de complejos, sentimental y cálido.

## Otras apariciones
Este tipo de personaje también aparece en "¡No es como si me gustaras!" o también titulada "Canción Tsundere", una canción interpretada por Static P, que llegó a tener múltiples versiones y fandubs.